# Днепропетровский национальный исторический музей имени Д. И. Яворницкого
Днепропетровский национальный исторический музей имени Д. И. Яворницкого (укр. Дніпропетровський національний історичний музей імені Дмитра Яворницького) — один из крупнейших и старейших музеев Украины. Здание музея — памятник архитектуры национального значения.

## История
В феврале 1849 года в Екатеринославе по инициативе директора местной гимназии Я. Д. Грахова, губернатора А. Я. Фабра был создан «Общественный музеум Екатеринославской губернии» — первый в крае музей. Он располагался в Потемкинском дворце, принадлежавшем Дворянскому губернскому собранию.
Во время Крымской войны, когда в Потемкинском дворце разместили госпиталь, музей находился в помещении Екатеринославской классической мужской гимназии (ныне корпус Медакадемии на Соборной площади), которая и стала его постоянным домом до начала XX века.
В музее рядом с археологическими находками, древностями местного края, каменными изваяниями, экспонировались реликвии Древнего Египта и античной Греции, российские и иностранные монеты, образцы разных горных пород, палеонтологические останки. Его достопримечательностью считалась мумия египетской женщины с ребёнком, которая, по легенде, была привезена губернатором А. Я. Фабром из Одесского краеведческого музея (этот экспонат и сегодня хранится в музее).
Лучшими временами для «общественного музеума» было первое его десятилетие, когда, сосредоточенные на новой идее, жители города, любители истории и древностей, приносили в музей предметы, жертвовали деньги на оборудование витрин и другие приобретения. Однако в последующие годы (1860—1900-е годы), не имея финансовой поддержки от властей, музей попал в бедственное положение, скорее напоминая кабинет учебного заведения.
Одним из крупнейших и известных собраний была коллекция почетного гражданина Екатеринослава А. Н. Поля, насчитывавшая более 4770 предметов. В 1887 году Поль открыл в городе первый частный музей, располагавшийся в 4 комнатах его собственного дома на Соборной площади.
В Полевском музее, имевшем даже специального хранителя-экскурсовода, было 7 отделов. Значительная часть материалов была археологическими находками, найденными Полем в курганах и других погребениях на территории Екатеринославской губернии, в частности на Криворожье. Поражали современников реликвии запорожского казачества, египетские древности, культовые предметы, монеты всех стран мира разных времен, живопись, — то есть это была своеобразная «кунсткамера» в миниатюре.
После смерти Поля в 1890 году общественность города выступила с инициативой о создании губернского музея его имени — своеобразного памятника Полю.
Стоимость полевского собрания ещё при жизни владельца оценивалось в 200 тыс. руб. серебром.
Наконец, 6 мая 1902 года в здании Коммерческого училища (ныне здание облсовета) был торжественно открыт Областной музей им. А. Н. Поля. Постепенно в него влились собрания первого «общественного музея», хранившееся в классической гимназии, частного музея А. Поля, коллекции Д. Яворницкого, других владельцев коллекций.

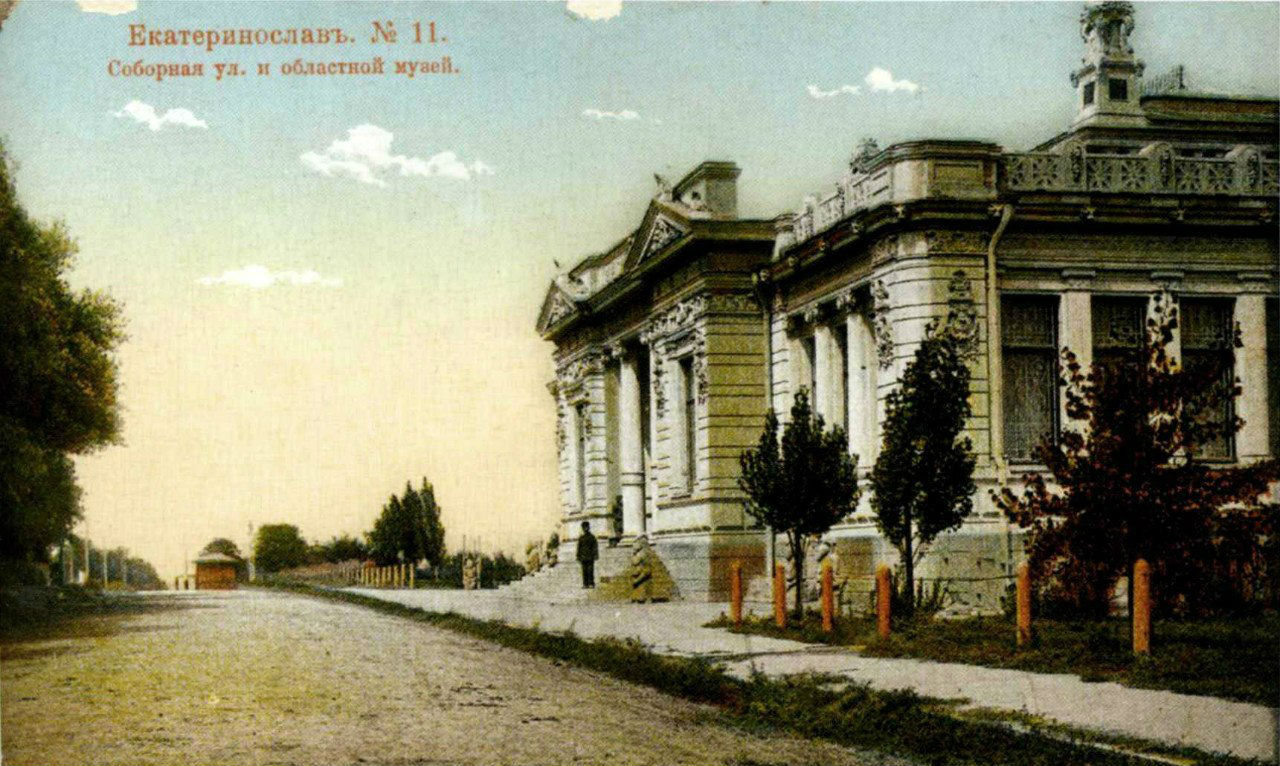
Музей имени Поля (ныне Исторический музей имени Яворницкого). Начало XX века.

Специально для музея под надзором архитекторов Г. К. Сандецкого и Г. И. Панафутина в 1905 году было построено помещение по образцу дома Гофмана в Берлине. За первое десятилетие из небольшой коллекции в 300 предметов музей вырос до почти десятитысячной собрания археологических находок разных периодов и культур, запорожских казацких реликвий, церковных древностей, этнографических, нумизматических, живописных предметов, изделий народно-прикладного искусства, книг и документов, фотоматериалов, распределённых на 9 разделов.
В 1917—1923 годах, переименованный в первый Народный музей Екатеринославщины, музей пополнялся частными коллекциями, предметами из дворянских домов, земских учреждений, а директор прикладывал максимум усилий, чтобы сохранить музейное собрание и здания от разрушения и грабежа.
Значительно обогатился музей в 1927—1932 годах (в эти годы он назывался Днепропетровский краевой историко-археологический музей), когда Д. И. Яворницкий возглавил Днепростроевскую археологическую экспедицию.
40 тыс. единиц археологических предметов, найденных на огромной территории, где должен был находиться Днепрогэс и плескаться воды искусственного моря, поступили в музей.
В 1940 году, после смерти Яворницкого, музею было присвоено его имя.
Большие потери понес музей во время немецко-фашистской оккупации.
В здании музея разместился комиссариат во главе со штадткомисаром города Клостерманом, а экспонаты под дождем, в непогоду, были перевезены в полуразрушенное здание Художественного музея на ул. Шевченко, 21.
Эвакуированные на Восток музейные предметы почти все потеряны, оставшиеся в городе вывезены немцами. Только небольшая часть материалов была спасена техническими работниками музея М. Я. Белым и П. К. Дузь.
Настоящее возрождение музей пережил в 1970—1980-е годы: в 1975 г. открыта диорама «Битва за Днепр», в мае 1977 — новая экспозиция по истории края с древнейших времен до современности.

## Коллекции
- Археологическая коллекция.
- Памятники Древнего Египта.
- Античная коллекция.
- Коллекция казацких древностей.
- Культовая коллекция.
- Этнографическая коллекция.
- Книжно-архивное собрание.
- Фотофонокиновидео материалы.
- Коллекция оружия.
- Нумизматика и бонистика.
- Фалеристическая коллекция.
- Коллекция часов.
- Музейная мозаика.
- Мемориальные вещи.
- Керамика, фарфор, стекло.

## Уникальные экспонаты

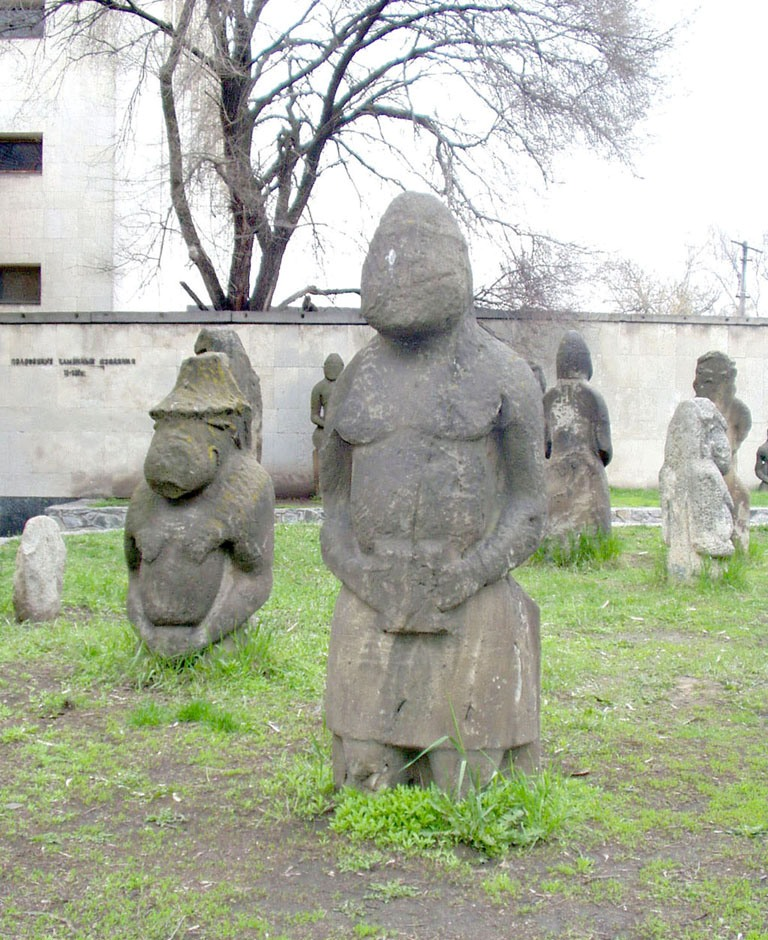
Половецкие «каменные бабы».

- Скифские и половецкие «каменные бабы»
- Керносовский идол
- Казацкие древности
- Статуэтка фараона Рамсеса VІ[1]
- Карета времен Екатерины II

## Филиалы
Днепропетровский исторический музей включает в себя 7 филиалов, среди которых:
- Исторический музей им. Д. И. Яворницкого
- Диорама «Битва за Днепр»
- Мемориальный дом-музей Д. И. Яворницкого
- Музей «Литературное Приднепровье»
- Мемориальный центр Е. П. Блаватской и её семьи
- Музей истории местного самоуправления Днепропетровской области
- Уличная экспозиция «Дорогами Донбасса» и музей «Гражданский подвиг Днепропетровщины в событиях АТО»

## Галерея

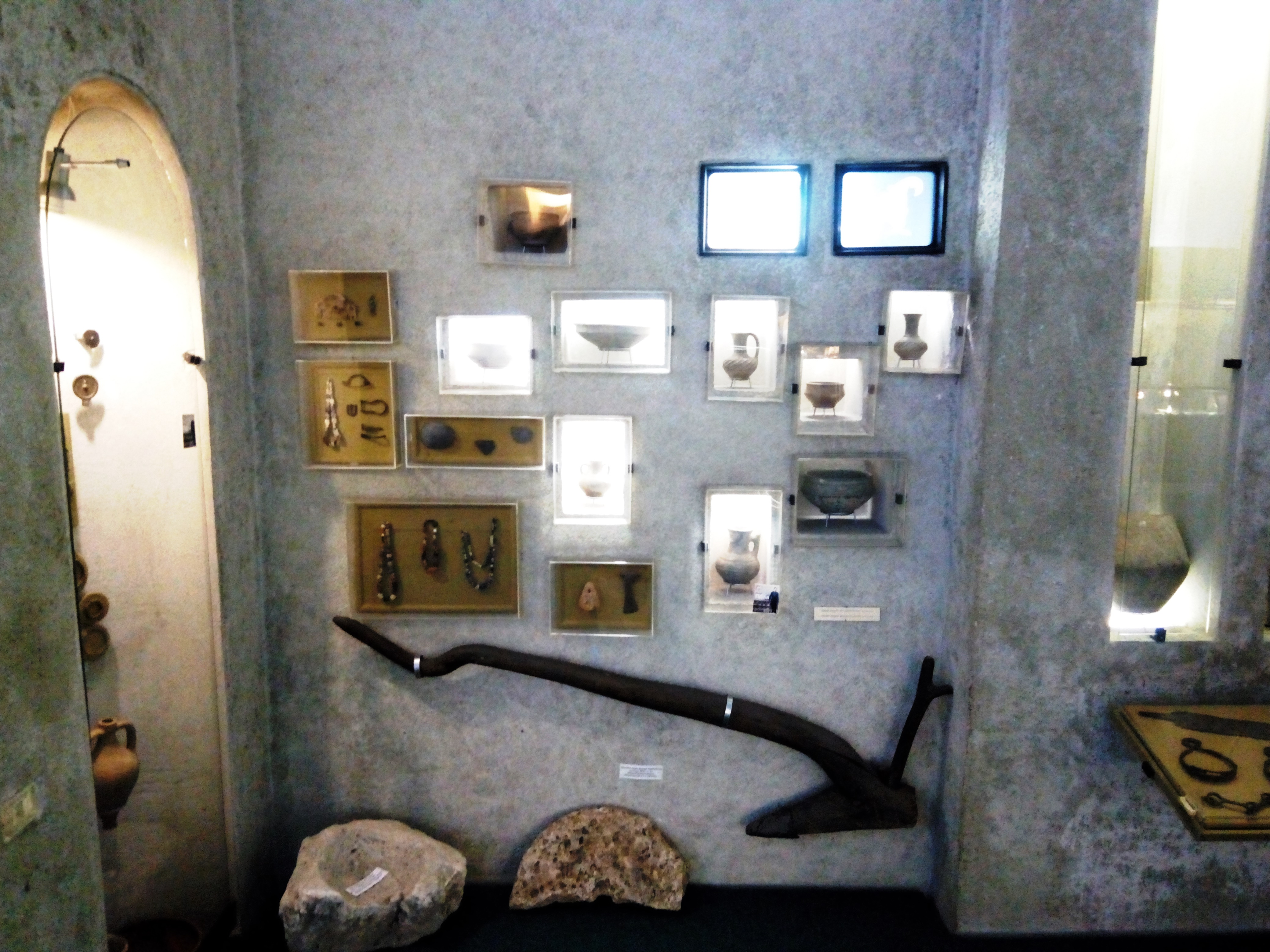
Зал "Древняя история края"
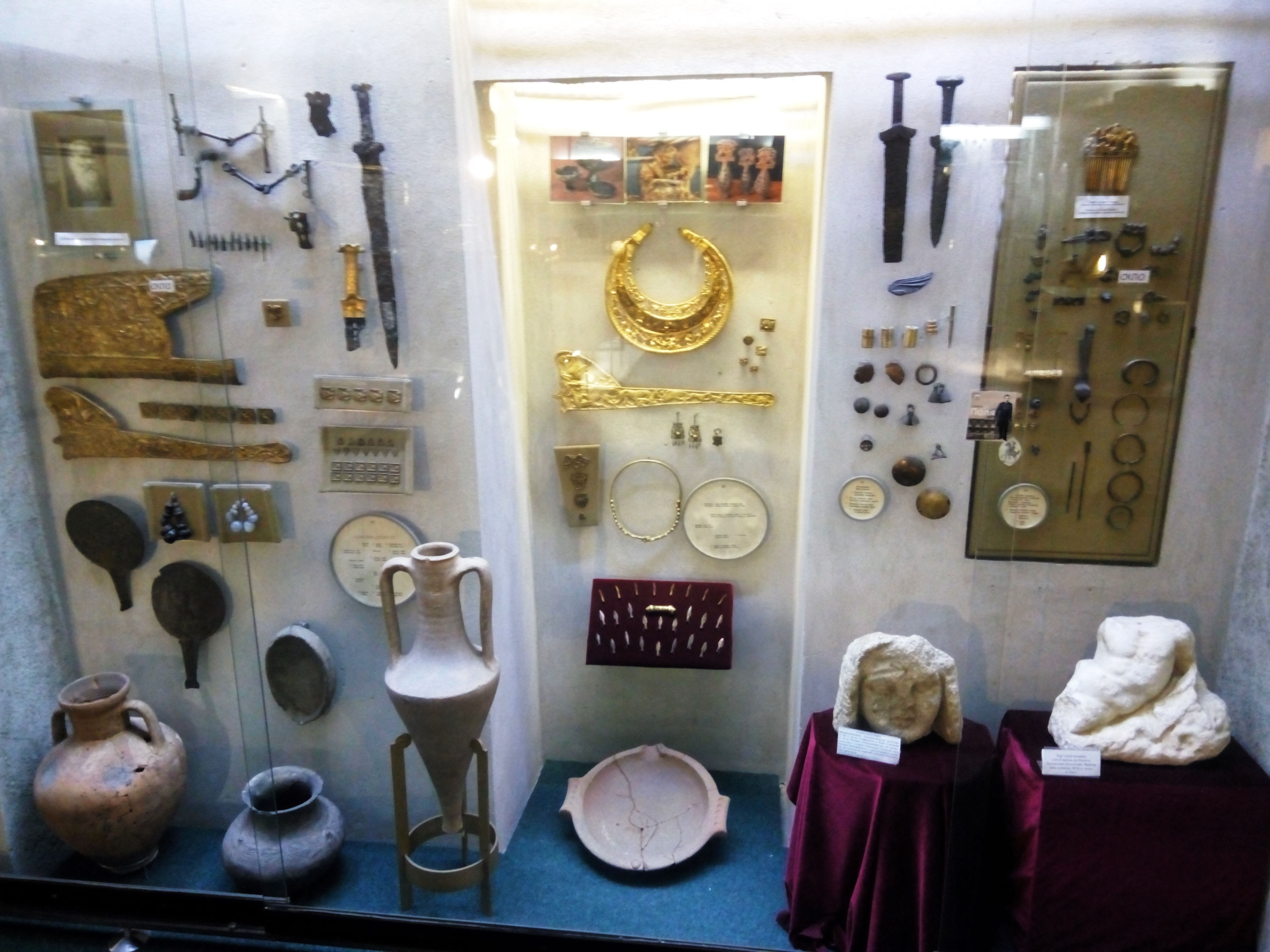
Экспозиция древних сокровищ
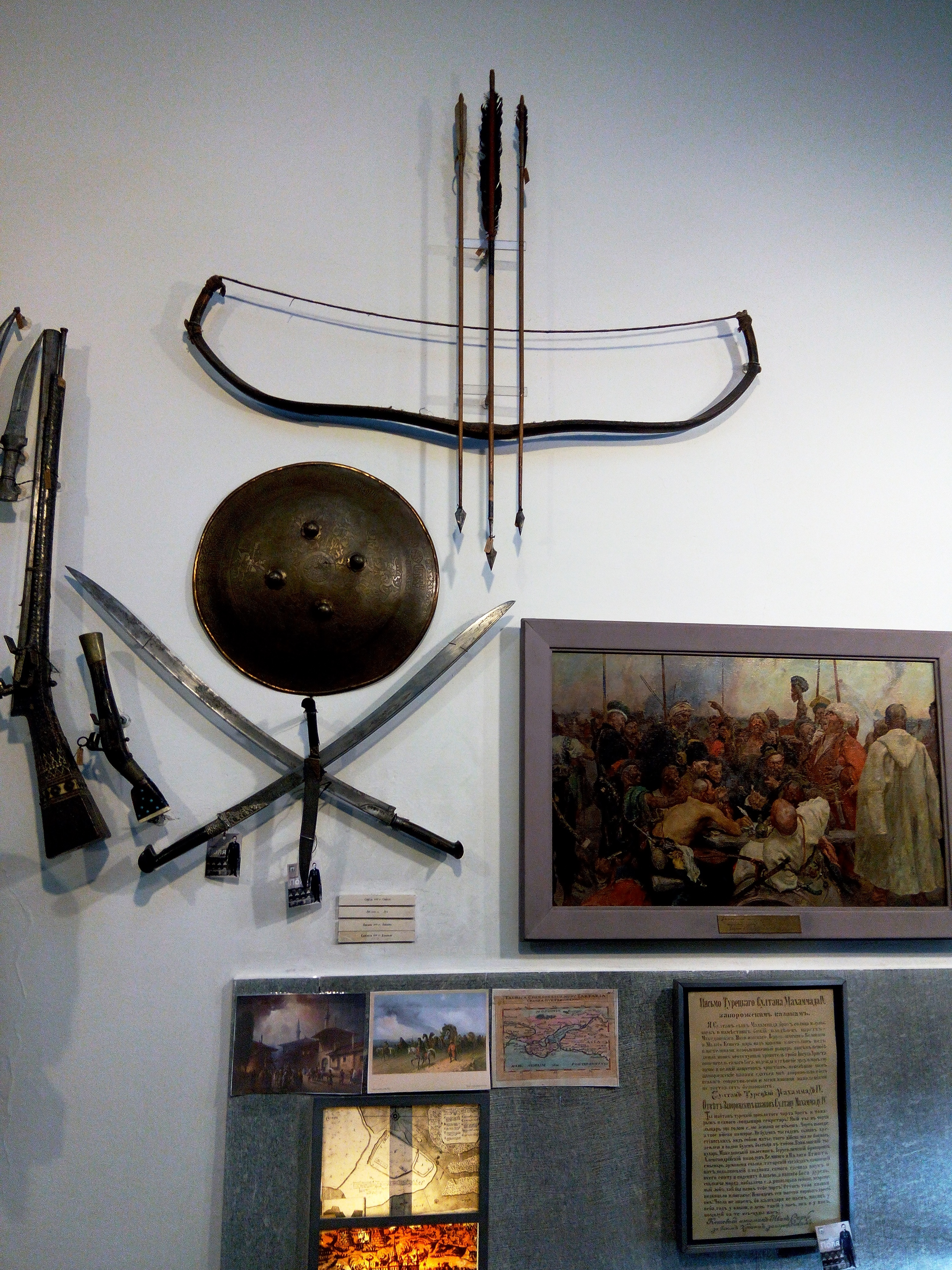
Зал "Запорожское казачество"
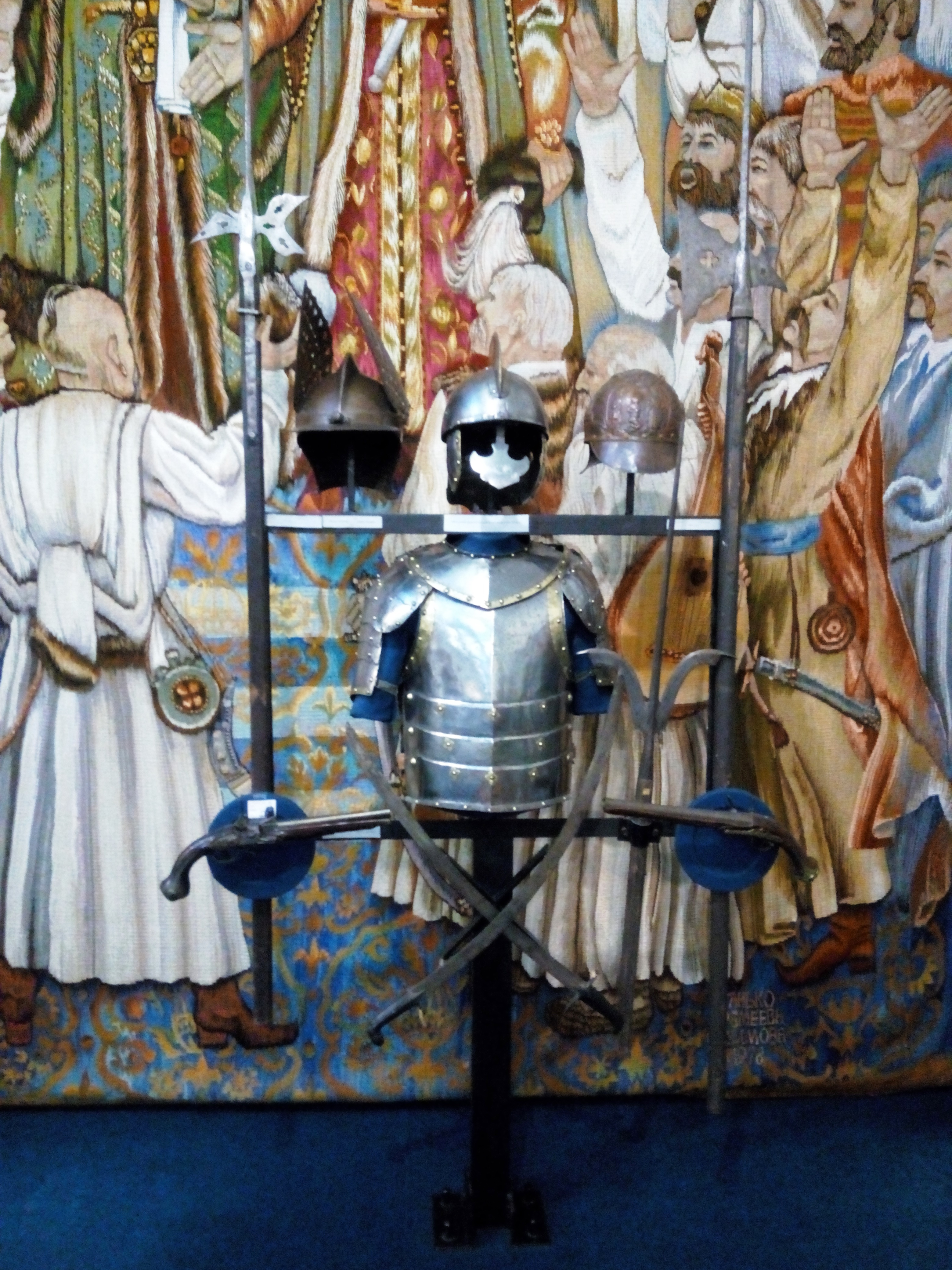
Рыцарские доспехи
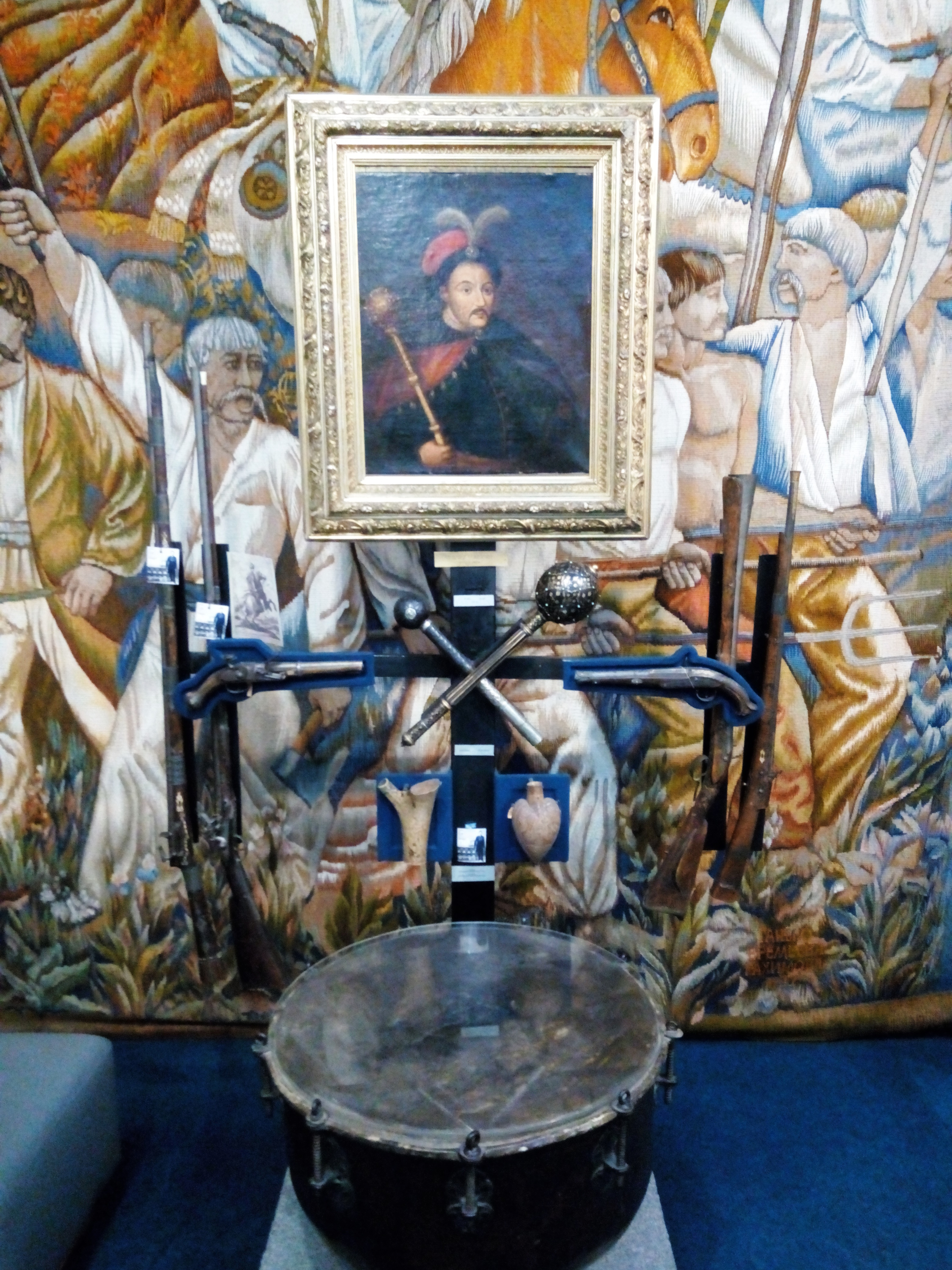
Казацкие регалии
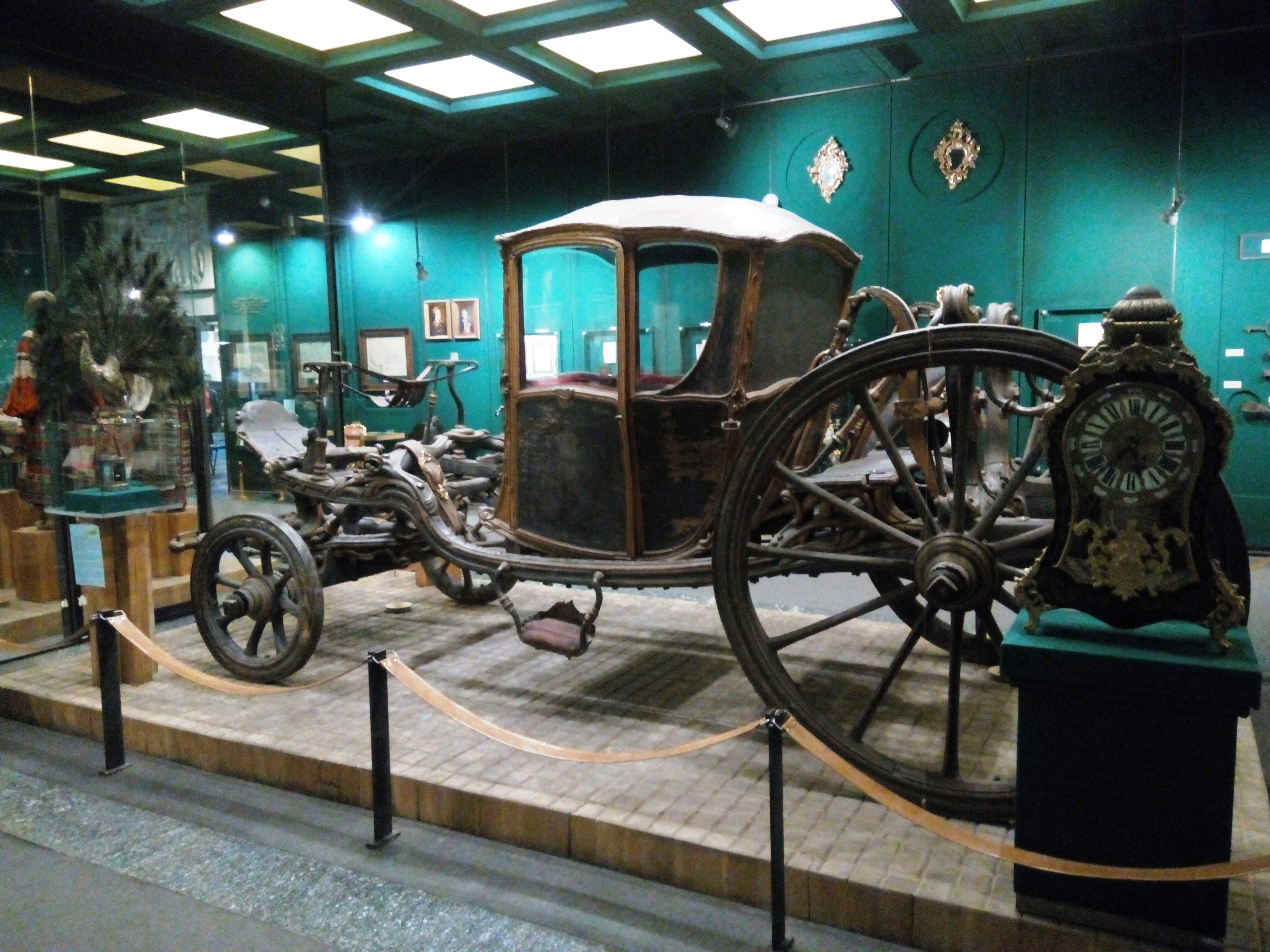
Зал "Екатеринославщина в XVIII-XIX в.в."
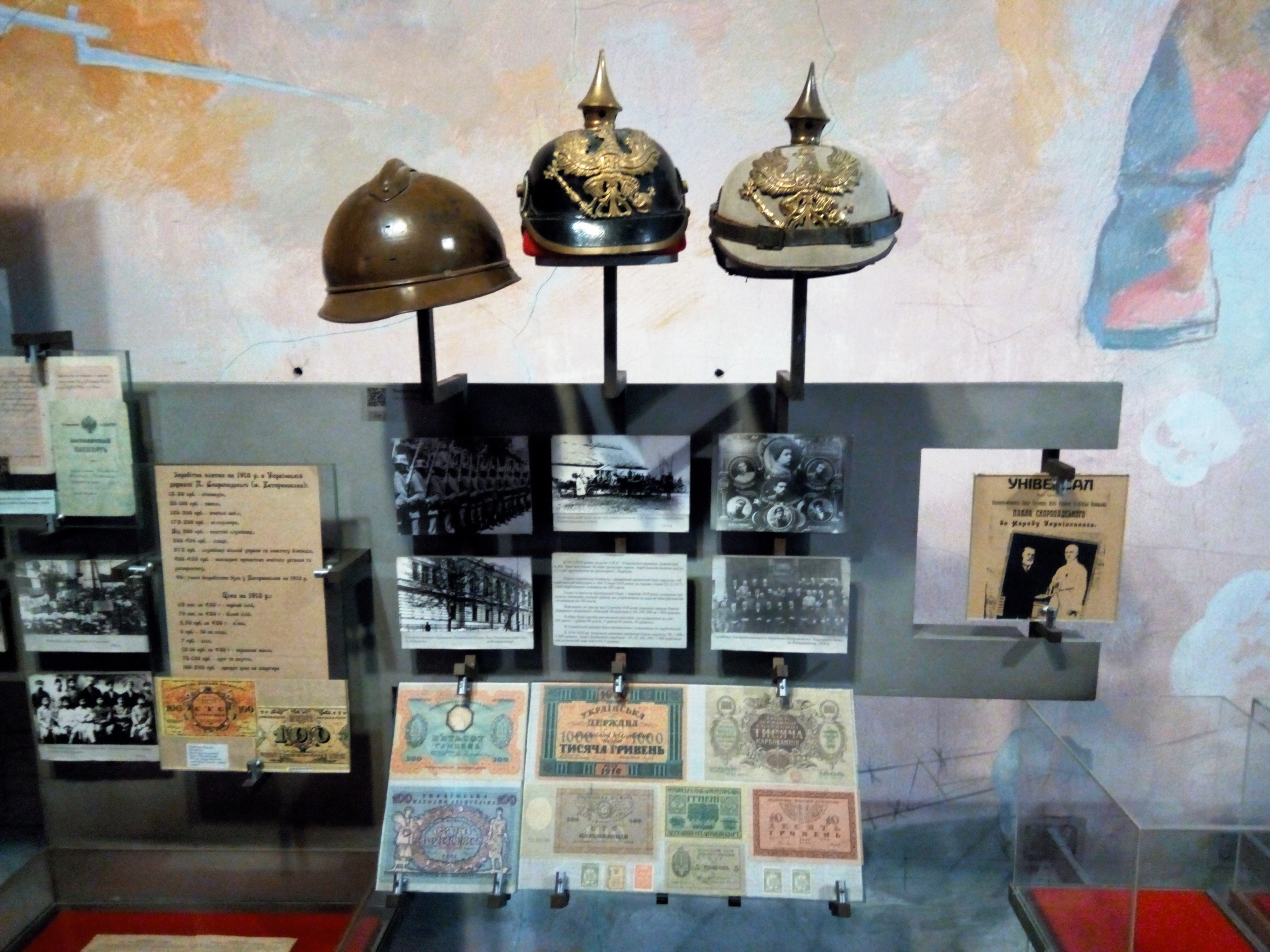
Зал "Гражданская война 1917-1920 г.г."
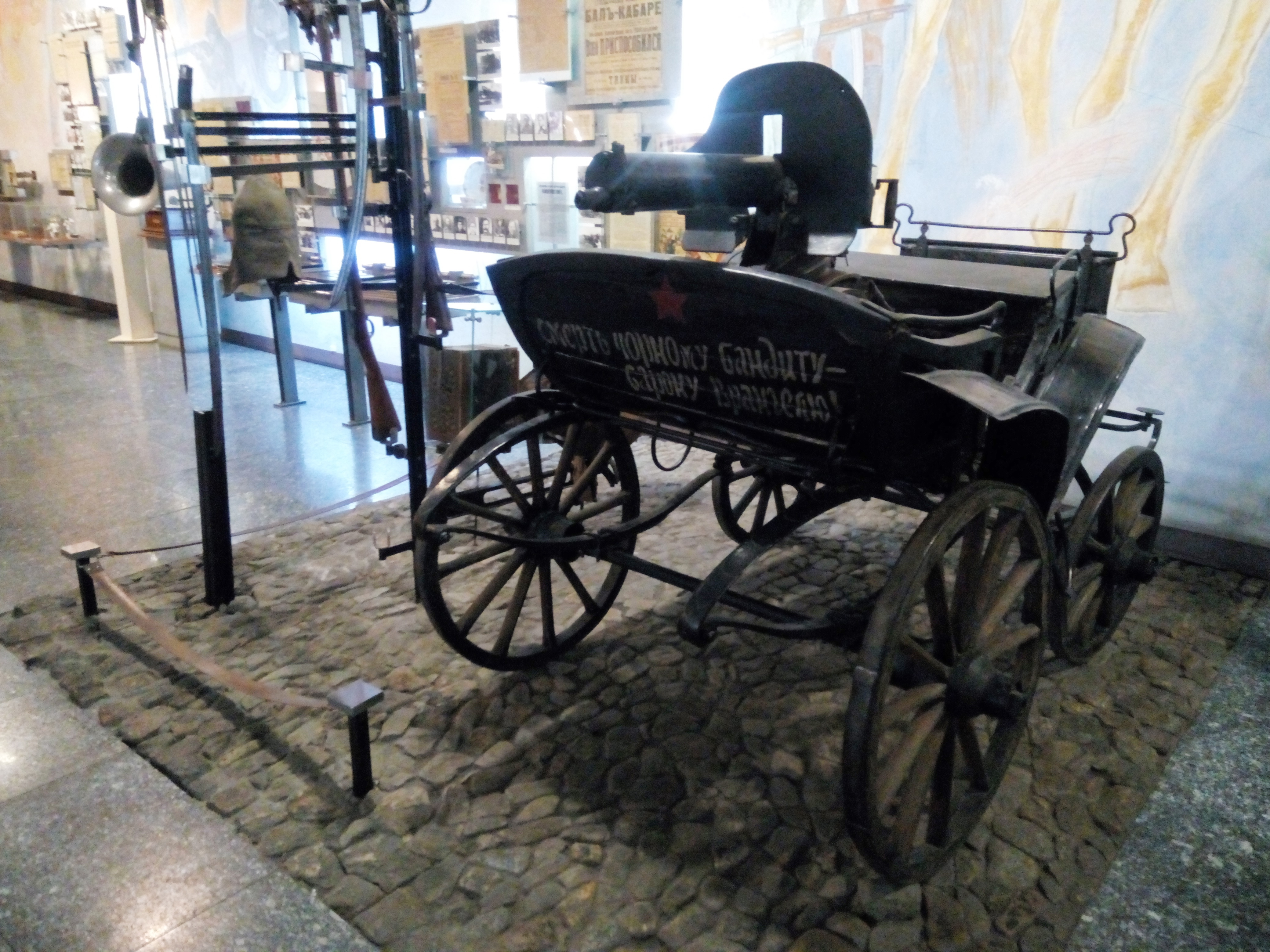
Тачанка
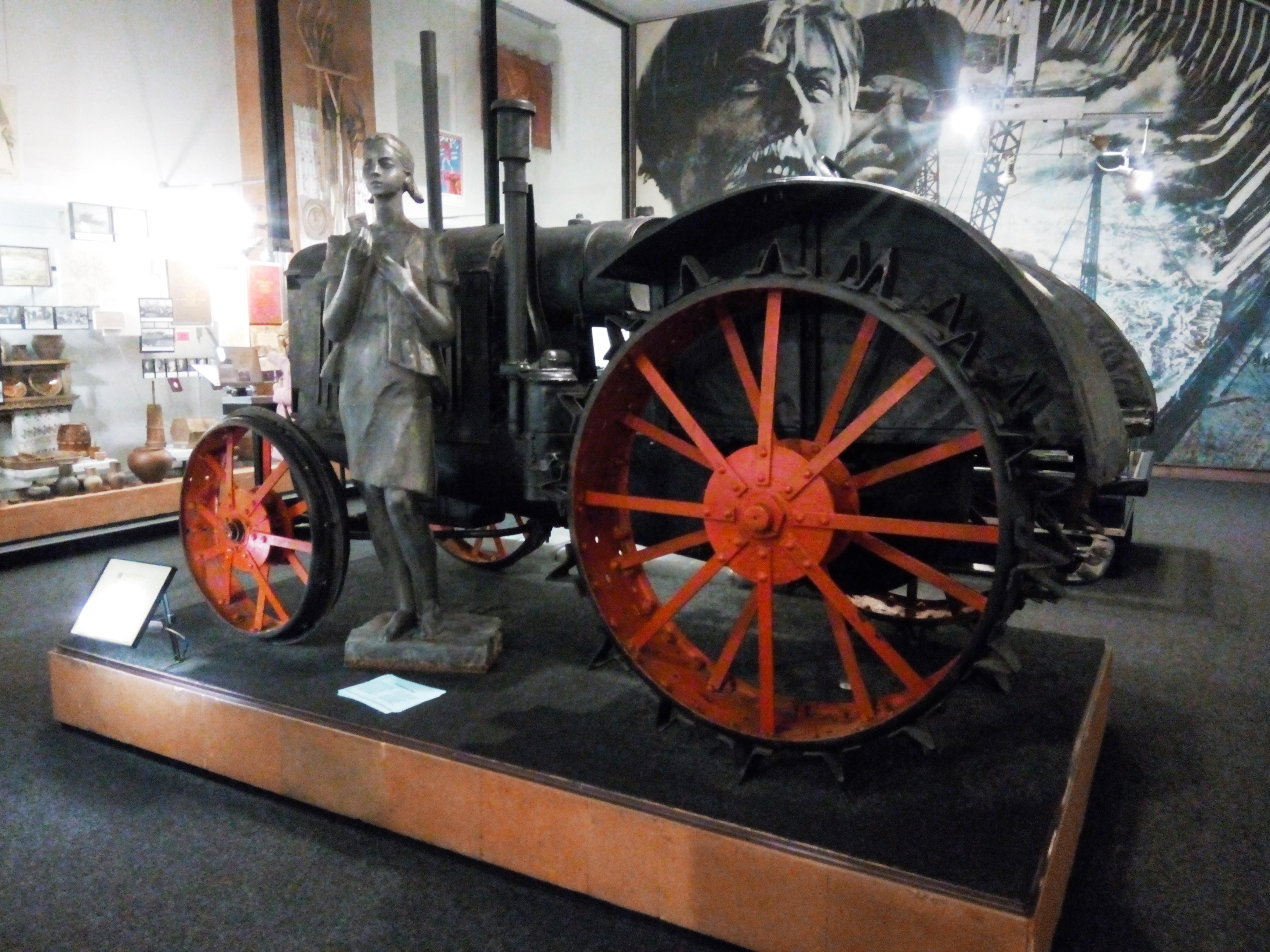
Зал "Край в 1920-1939 г.г."
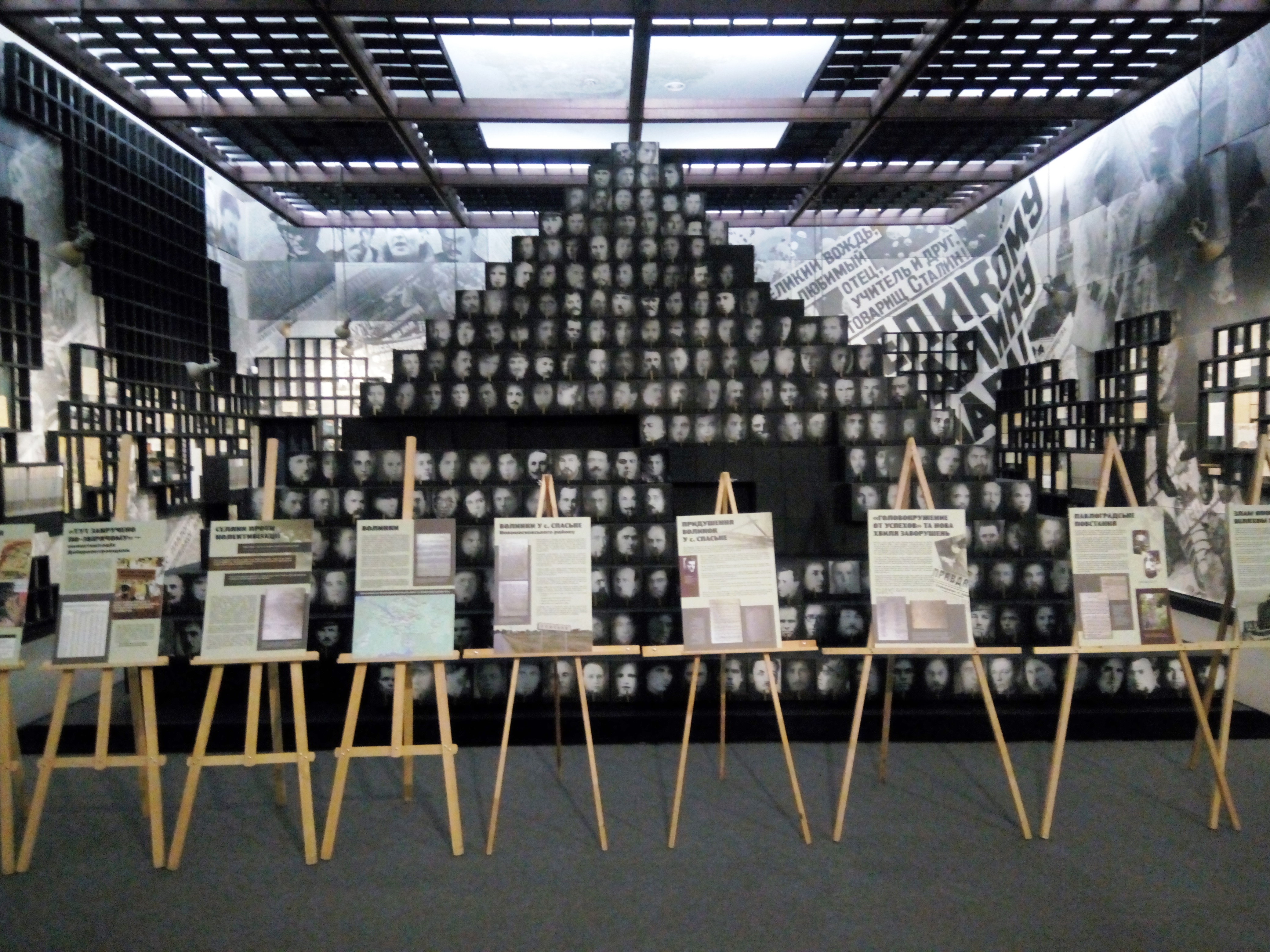
Постоянная выставка "Это не должно повториться"